# 1295
1295. је била проста година.

## Догађаји
- 25. април – Краљ Санчо IV од Кастиље  умире од смртоносне болести (могуће туберкулозе), након 11-годишње владавине у Толеду. Наследио га је његов деветогодишњи син Фердинанд IV као владар Кастиље и Леона. У кортесима у Ваљадолиду, Хенри од Кастиље, сенатор, постављен је за старатеља Фердинанда, док краљица Марија де Молина постаје његов регент. Током лета, Фердинанд је верен са петогодишњом принцезом Констанцом од Португала. Непријатељства између Кастиље и Португала окончана су мировним споразумом.
- 20. јун – Споразум из Анања: Папа Бонифације VIII склапа мировни споразум између краља Филипа IV од Француске, Карла II од Напуља и Џејмса II од Мајорке. Џејмс враћа Сицилију Папској држави, настојећи да донесе мир између Капетске куће Анжу и Краљевине Сицилије; напори су узалудни. Бонифације је одлучан да оконча Рат за Сицилијанско наслеђе, јер жели да објави нови крсташки рат за поновно освајање Свете земље.
- 26. јун – Пшемисл II је крунисан за краља Пољске у Гњезну, што је прво крунисање пољског владара у последњих 219 година. Пшемисл путује у Померелију где потврђује привилегије манастира у Оливи и Жарновцу. Такође посећује и друге веће градове: Гдањск, Тчев и Швјеће. У августу, Пшемисл се враћа у Велику Пољску, али у октобру поново путује у Гдањск.
- 22. јул – Рат код Курзоле: Ђеновљански напади на млетачку четврт у Цариграду доводе до формалне објаве рата Млетачкој Републици. Млетачка флота (око 40 ратних галија) напада Галату, четврт ђеновљанских трговаца. Цар Андроник II Палеолог хапси преживеле Млечане у престоници и придружује се рату против Ђеновске Републике.
- Марко Поло се враћа у Венецију након 24 године путовања по Кини. Када Полови стигну, Венеција је у поморском рату са ривалским градом Ђеновом.
- 23. октобар – Први споразум којим се формира Стари савез између Шкотске и Француске против Енглеске, потписују у Паризу краљеви Џон Бејлиол и Филип IV.
- 5. март – Битка код Мес Мојдога: Енглеске снаге предвођене Вилијамом де Бошампом, грофом од Ворвика, побеђују велшке побуњенике (око 700 људи), близу данашњег града Ланфер Кереинион у Велсу. У ноћном нападу на велшку пешадију, Вилијам користи коњицу да их потера у компактне формације, које затим његови стрелци гађају. Мадог ап Ливелин, проглашен за „принца од Велса“, и остаци његове војске су разбијени и повлаче се преко реке Банви, у којој се се многи удавили.
- 13. новембар – Краљ Едвард I од Енглеске сазива Модел парламента у Вестминстер, чији састав служи као модел за касније парламенте. Парламент се слаже да се може повећати порез како би му се омогућило да покрене кампање против Француске и побуњених Шкота за наредну годину.
- 4. октобар – Монголски вођа Бајду Кан је погубљен након 7-месечне владавине у Табризу. Наслеђује га Газан, који постаје владар Илканата. Прелази у ислам, окончавајући линију ваџрајана (тантричких будистичких) вођа.
- Краљ Џајаварман VIII је свргнут након 52-годишње владавине. Наследио га је зет Индраварман III као владар Кмерског царства (данашње Камбоџе).

## Смрти
- Бајду

- Карло Мартел Анжујски
- Кијакато

- Маргарета од Провансе
- Мартим Анес де Соверос

- Санчо IV од Кастиље